# Artemis
 For alternative betydninger, se Artemis (flertydig). (Se også artikler, som begynder med Artemis)
Artemis (græsk: Ἄρτεμις) er i græsk mytologi jagtens, skovens og dyrenes gudinde. Hun er datter af Zeus og Leto og tager sig af fødsler, jomfruelighed og frugtbarhed. Hun er tvillingesøster til Apollon. Hun er på en gang god og tilgivende og ubarmhjertig og streng. Jægere må dræbe skovens dyr, men som offer til hende; ellers vil hun straffe den, som har myrdet dyret.
Hun var efter en anden tradition agerbrugets og månens gudinde.
Religionshistorisk er der enkelte fælles træk hos Artemis og Freja og Frigg fra den nordiske mytologi.
Hendes attributter er buen og hjorte.
Hendes festdag var d. 13. august.

## Navn
Artemis er kendt under flere navne og flere tilnavne. I romersk mytologi blev hun senere kaldt Diana og i etruskisk mytologi fik hun formen Artume. Andre navne hun har været kendt under::
- Hekate: I en periode i antikken blev Artemis opfattet som identisk med Hekate, den oprindelige præ-olympiske månegudinde og frugtbarheds-daimon.
- Selene: Meget senere blev hun identificeret med Selene, og hun erstattede hende som månegudinde, lige som tvillingbroren Helios blev solgud.
- Karyatis: Artemis blev også optaget af Karyatis (Karya). Hendes præstinde blev tiltalt med titlen Melissa, som betyder «honningbi» (femininformen af Melisseus, en legendarisk konge af Kreta).
- Agrotora: Som Agrotora blev Artemis specielt identificeret som gudinde og beskytter af jægere.
- Afaia: Hun blev ofte forbundet med Aphaea, en gudinde fra øen Egina.
- Potnia: Som Potnia (eller Potnia Theron) var Artemis beskytter af vilde dyr. Denne benævnelsen blev for eksempel brugt af Homer.
- Kourotrofos: Som Kourotrofos var hun beskytter af børn og unge mennesker.
- Locheia: Som Locheia, var hun gudinde for børnefødsler og jordemødre.
- Cynthia: Artemis var nogle gange kendt som Cynthia, som kommer af bjerget Cynthus, hendes fødested på øen Delos.
- Phoebe: Nogle gange brugte hun navnet Phoebe, femininformen af broren Apollons navn Phoebus.

## Dyrkning af Artemis og Diana
Tilbedelse af Artemis var ikke så udbredt på fastlandet i oldtidens Grækenland, men i Anatolien var tilbedelsen af hende stærkt udbredt. Byen Efesus er det kendteste af de asiatiske centre . Her blev der opført et tempel til ære for hende som blev så stort og pragtfuldt, at Herodot sammenlignede det med pyramiderne. Artemistemplet i Efesos er et af verdens syv underværker.
Ifølge Apostlenes Gerninger i Bibelen føler en efesisk smed sig truet af apostlen Paulus’ prædikener om den nye tro, og råber oprørt og ivrig ud »Stor er efesernes Artemis!« til hendes forsvar (ApG. 19:28). I Romerriget blev hun i særdeleshed dyrket bjerget Tifata ved Capua og i hellige skove som Aricia, Latium. Hendes ypperstepræst boede i Aricia, og hans stilling gik videre til den, som kunne dræbe den siddende ypperstepræst med en gren fra et træ i skoven.
Unge piger blev indviet i Artemiskulten, når de kom i puberteten, men før de giftede sig (noget der som regel fandt sted lige efter puberteten, og som de selv ikke havde meget kontrol over). De skulle lægge alt jomfrueligt udstyr på Artemis' alter. Det kunne for eksempel være legetøj, dukker eller deres hårlokker.
Diana (Artemis i den romerske latinske version) er afledt af ordet diviana ("den skinnende"). I et tempel på Aventinerhøjen i Rom blev Diana tilbedt hovedsagelig af slaver og de lavere klasser. Slaver kunne bede om asyl og få det i et af hendes templer. Det svarer til at besejrede folkeslag underlægger sig deres sejrsherres vilje. Det ligger muligvis i dianadyrkelsens forbindelse til hendes hjemstavn i Anatolien og Grækenland.
Der blev afholdt flere fester til ære for Artemis, heriblandt Artemis Orthia-festivalen i Sparta den 13. august i Brauronia, Brauron

## Artemis' fødsel og barndom
Da Hera opdagede, at Leto var gravid ved Heras egen mand, Zeus, blev hun som hun havde for vane rasende skinsyg, og hun forbød Leto at føde på terra firma – dvs. fast land. Leto fandt da på at føde på Delos, som bevægede sig rundt i havet og hverken var fastland eller en rigtig ø. I taknemmelighed over, at øen tilbød Leto et fristed til at føde Zeus' børn Artemis og hendes tvillingebror Apollon, blev øen fæstet til havbunden med fire søjler og viet til Apollon. En anden myte fortæller, at Hera kidnappede Ilithyia, gudinden for barnefødsler, for at forhindre at Leto kunne føde, men de andre guder greb ind og tvang Hera til at slippe hende fri igen. Artemis blev født først, hvorefter hun hjalp moren med Apollons fødsel. I en tredje version blev Artemis født dagen før Apollon på øen Ortygia, og hun hjalp moren over havet til Delos næste dag, hvor Leto fødte Apollon.
Da Artemis var tre år sad hun på far Zeus' knæ og bad ham opfylde nogle ønsker. Hun bad om uendelig jomfrudom, hunde med hængende ører, som skulle trække hendes vogn, og nymfer til jagtkammerater. Faren opfyldte hendes ønsker. Alle hendes ledsagere var jomfruer, og hun vogtede sin egen renhed og kyskhed særdeles nøje.

### Historier om Artemis

#### Actaeon
Den thebanske prins og jæger Actaeon kom tilfældigvis forbi Artemis, mens hun badede i en skovsø. Han stoppede og stirrede, forbløffet over hendes skønhed. Han blev så henført, at han trådte på en kvist, så Artemis opdagede ham. Hun blev så oprørt over hans uvelkomne blik, at hun straks forvandlede ham til en hjort og sendte hans egne hunde efter ham for at dræbe ham. Han blev revet i stykker af de blodtørstige hunde, som aldrig vidste, at hjorten de dræbte var deres herre. En anden version fortæller, at Actaeon pralede med, at han var en bedre jæger end Artemis, og at hun forvandlede ham til en hjort, som blev ædt af hendes hunde (eller hans egne hunde, begge versioner kendes).
Det er den episode, der hentydes til, når Jægerkoret i Johan Ludvig Heibergs syngespil, Elverhøj (1828) synger:
Møder en Nymfe dig,

Lad hende skjøtte sig,

Jæger, o lad hende fare!

Husk, at Actæon fik

Straf for et dristigt Blik,

Jæger, o tag dig i Vare!

#### Adonis
Nogle versioner af historien om Adonis fortæller, at Artemis eller Ares (som var hendes elsker i denne historie) sendte et vildsvin efter Adonis for at dræbe ham. Den version er noget tvivlsom taget i betragtning af i hvor høj grad hun værnede om sin kyskhed.[kilde mangler]

#### Siproites
Siproites fra Kreta så Artemis bade nøgen, og hun forvandlede ham til en kvinde. Den fuldstændige historie om Siproites er ikke overlevet i nogen af mytografernes værker, men hændelsen er nævnt i en bisætning af Antoninus Liberalis.

#### Orion
Efter at have forladt gudinden Eos blev Orion tilhænger af Artemis. Hun dræbte ham, men årsagerne til drabet varierer:
- Orion og Artemis var forlovet. Men hendes bror, Apollon, mente ikke, at det var passende for hende at gifte sig med en dødelig. Apollon overtalte Orion til at gå ud i vandet og udfordrede Artemis til at forsøge at ramme den knapt synlige plet (som faktisk var Orions hoved) med en pil fra bredden. Hun ramte og dræbte ham.
- Orion voldtog en af Artemis' kvindelige tilhængere. Artemis sendte derefter Scorpio en skorpion for at dræbe ham, og begge blev placeret på stjernehimmelen som stjernebilleder. Den historien forklarer, hvorfor stjernebilledet Skorpionen står op på himmelen, lige efter at Orion begynder at gå ned – skorpionen jager Orion. Orions hund blev til Sirius, hundestjernen.

#### Kallisto
En af Artemis' tilhængere Kallisto mistede sin mødom til Zeus, som var kommet til hende forklædt som Artemis. Rasende forvandlede Artemis hende til en bjørn. Kallistos søn Arkas var nær ved at dræbe sin mor under en jagt, men Zeus eller Artemis nåede at stoppe ham og satte dem begge på himmelen som stjernebillederne Store Bjørn og Lille Bjørn.

#### Agamemnon og Ifigenia
Artemis straffede Agamemnon for at dræbe et helligt rådyr i en hellig skov og prale af, hvor god en jæger han var. Da han søgte at komme med i den trojanske krig, stoppede Artemis vinden, og hans skibe blev liggende. Khalkhis spåede Agamemnon, at den eneste måde han kunne blødgøre Artemis på, var at ofre sin datter Ifigenia til hende. I en version gjorde han det, men andre versioner hævder, at han ofrede et rådyr i hendes sted og sendte Ifigenia til Krimhalvøen for at skaffe flere dyr til ofring til Artemis.

#### Niobe
Niobe var dronning af Theben og gift med Amphion. Hun pralede med sin overlegenhed over Leto, fordi hun havde fjorten børn (Niobider), syv drenge og syv piger, mens Leto kun havde to. Som straf for hendes praleri dræbte Apollon hendes sønner, mens de dyrkede idræt, og Artemis dræbte døtrene. De brugte forgiftede pile til myrderierne. I nogle versioner blev nogle af Niobiderne reddet (sædvanligvis Chloris). Efter at have set sine døde sønner, tog Amphion sit liv (eller han svor hævn og blev dræbt af Apollon). En knust Niobe flygtede til bjerget Siplyon i Anatolien og blev enten til sten, mens hun græd, eller begik selvmord. Hendes tårer skabte floden Achelous. Zeus gjorde alle Thebens indbyggere til sten, så ingen kunne begrave Niobiderne. Men den niende dag begravede guderne dem selv.

#### Taygete
Taygete var en af plejaderne, som tilbad Artemis. Zeus havde set sig varm på hende og forfulgte hende, hvorefter Artemis forvandlede hende til et dådyr for at redde hende. Men Zeus voldtog hende, mens hun var bevidstløs, hvorved hun undfangede Lacedaemon, den mytiske grundlægger af Sparta.

#### Otus og Ephialtes
Otus og Ephialtes var brødre og kæmper, som engang bestemte sig for at storme gudernes bjerg Olympos. Det lykkedes dem at kidnappe Ares, som de holdt fanget i en krukke i tretten måneder. Artemis måtte love Otus at ligge med ham for at få Ares fri, men Ephialtes blev jaloux, og brødrene begyndte at slås. Artemis forvandlede sig til et dådyr og hoppede ind imellem dem. Brødrene ville ikke lade det undslippe og kastede deres spyd, men traf hverandre, og de døde begge to.

#### Meleagridene
Efter at Meleager var død, forvandlede Artemis sine sørgende søstre meleagridene til perlehøns.

#### Chione
Artemis dræbte Chione på grund af hendes hovmod og forfængelighed.

#### Atalanta og Øneus
Artemis reddede spædbarnet Atalanta fra at fryse ihjel, efter at faren havde forladt hende nøgen på en bjergtop. Hun sendte en hunbjørn for at amme barnet, som senere blev opfostret hos jægere. Andre historier fortæller at Atlanta deltog i jagten på det kalydonske vildsvin, som Artemis havde sendt for at ødelægge Calydon fordi kong Øneus havde glemt hende under høstofringen.

## Artemis i kunsten
På det græske fastland blev Artemis typisk afbildet med en halvmåne og med bue og pile lavet af Hephaestus og kyklopene. Disse pile fik kvinder til at dø i barsel – en stærk kontrast til hendes rolle som gudinde for barnefødsler. Broren Apollon viser også lignede kontraster; selv om han var gud for helbredelse, bragte han også spedalskhed, rabies og gigt.
I Anatolien, specielt i Efesos, blev Artemis hovedsagelig dyrket som jord- og frugtbarhedsgudinde, beslægtet med Kybele. I modsætning til afbildningerne med pil og bue blev hun her afbildet med mange kugler på brystet – enten bryster eller oksetestikler.

## Artemis i nyhedenskaben
Mange tilhængere af nyhedenskab, som dyrker Artemis, specielt i hellenistiske sekter i USA, ser ud til at overse mange af oldtidens myter. Myterne tolker de nyhedenske ganske abstrakt – mest som metaforer. Artemis sikrer tilbedernes velvære, og hun velsigner dem, som respekterer naturen.
I moderne artemisdyrkning er hun gudinde for rigdom, magi, overflod, frugtbarhed, jagt og langt liv. Mange som praktiserer magi, dyrker Hekate og anerkender Artemis for hendes menneskekærlighed. Selve tilbedelsen af Artemis omfatter afbrænding af olie og brød, rituelle natlige jagter, knæfald og intense bønner.
Troende mener, at Artemis opfylder mange bønner, og at hun velsigner sine tilbedere – både mænd og kvinder.